# Da Qaidam

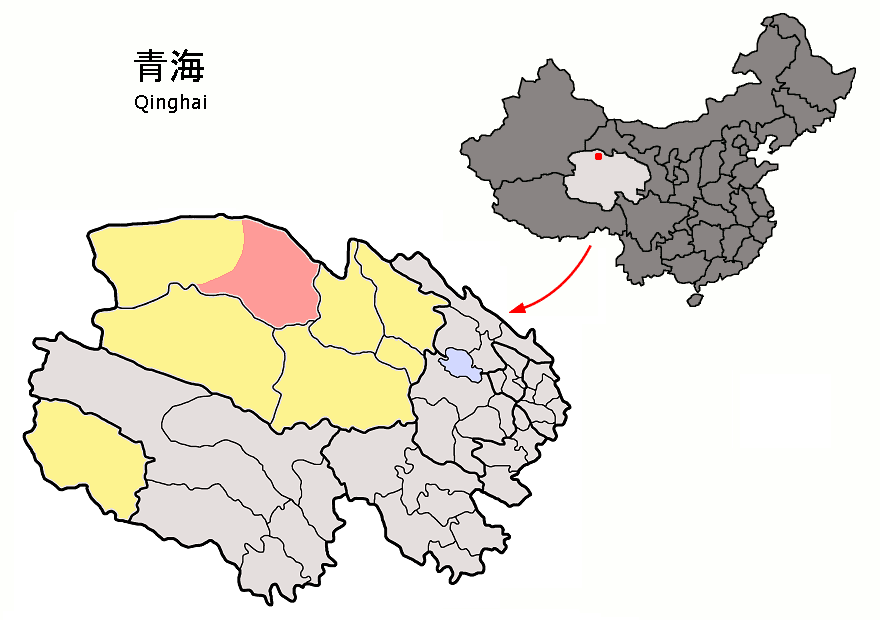
Lage des Verwaltungskomitees Da Qaidam bzw. Dachaidan (rosa) im Autonomen Bezirk Haixi der Mongolen und Tibeter (gelb)

Das Verwaltungskomitee Da Qaidam bzw. Dachaidan (大柴旦行政委员会; Pinyin: Dàcháidàn Xíngzhèng Wěiyuánhuì) ist ein Verwaltungskomitee im Norden des Autonomen Bezirks Haixi der Mongolen und Tibeter in der chinesischen Provinz Qinghai. Es hat eine Fläche von 21.930 Quadratkilometern und zählt 16.287 Einwohner (Stand: Zensus 2020). Der Hauptort ist die Großgemeinde Dachaidan/Da Qaidam (大柴旦镇).
Der Mahai-Salzsee liegt auf dem Gebiet dieses Verwaltungskomitees.

## Administrative Gliederung
Auf Gemeindeebene setzt sich das Verwaltungskomitee aus zwei Großgemeinden zusammen. Diese sind:
- Großgemeinde Dachaidan 大柴旦镇;
- Großgemeinde Xitieshan 锡铁山镇.